# Калинский, Тимофей Васильевич
Тимофей Васильевич Калинский (первая половина 1740-х годов — после 1808) — политический и общественный деятель XVIII-конца XIX века, историк, публицист, художник, титулярный советник. Защитник прав малороссийской шляхты и казачества.

## Биография
Происходил из шляхетской семьи Оршанского повета, Витебского воеводства Великого княжества Литовского, возможно, имел кровную связь с древним родом Калинских с Овруччины.
Обучался в Киевской духовной академии, где перешёл в православие. Службу в Российской империи начал в качестве полкового канцеляриста в июле 1771 года в Стародубе (ныне Брянская область).
В 1776—1781 годах занимал гражданские должности в Новороссийской губернии. С 1782 года проходил службу в Новгороде-Северском; а после ликвидации Новгород-Северского наместничества перешёл служить в новый губернский центр в Чернигове.
С 1805 года — депутат Черниговского дворянства, с 1808 года — советник Полтавского губернского предводителя М. Милорадовича.
В 1778—1782 годах нарисовал около 30 крупных акварелей, в которых изобразил представителей различных слоёв малороссийского населения в их характерных костюмах. Эти рисунки хранились в Обществе истории и древностей Российских в Москве. Их репродукции были опубликованы в 1847 году в издании А. Ригельмана «Летописное повествование о Малой России и её народе и казаках вообще, отколь и из какого народа оные происхождение своё имеют, и по каким случаям они ныне при своих местах обитают, как то: Черкасские или Малороссийские и Запорожские, а от них уже Донские и от сих Яицкие, что ныне Уральские, Гребенские, Сибирские, Волгские, Терские, Некрасовские и пр. казаки, как равно и Слободские полки».
Т. Калинский был одним из лидеров казацкого национализма, поборником автономии Гетманщины, одним из деятелей движения за признание украинских казацких рангов равносильными аналогам российских имперских чинов. Доказывал, что ещё с XVI века казацкая старшина имела статус шляхты и больше прав, чем российское дворянство. Поскольку не только старши́на, но всё казачество рассматривалось им как «рыцарский орден с благородным статусом», который соответствовал российскому дворянству. Калинский приравнивал казачьих сотников к московским воеводам, а генеральную старшину — думным боярам, гетман был фактически сувереном, а его ранг по его мнению, соответствовал генерал-фельдмаршалу.
Автор неопубликованного трактата «Мнение о малороссийских чинах и о их преимуществе, а равно и о разборе их доказательств о дворянстве по службе и чинам их для внесения в Родословную дворянскую книгу и в какую именно оной часть» (1805) и «Примечания в малороссийском дворянстве» (1808), где приводил историко-правовые аргументы в пользу тезиса о том, что статус украинского казачества, как всего в целом, так и казацкой старшины в частности, является выше статуса русского дворянства.

## Галерея
Иллюстрации Т. Калинского из «Летописного повествования о Малой России и её народе и казаках…» А. Ригельмана

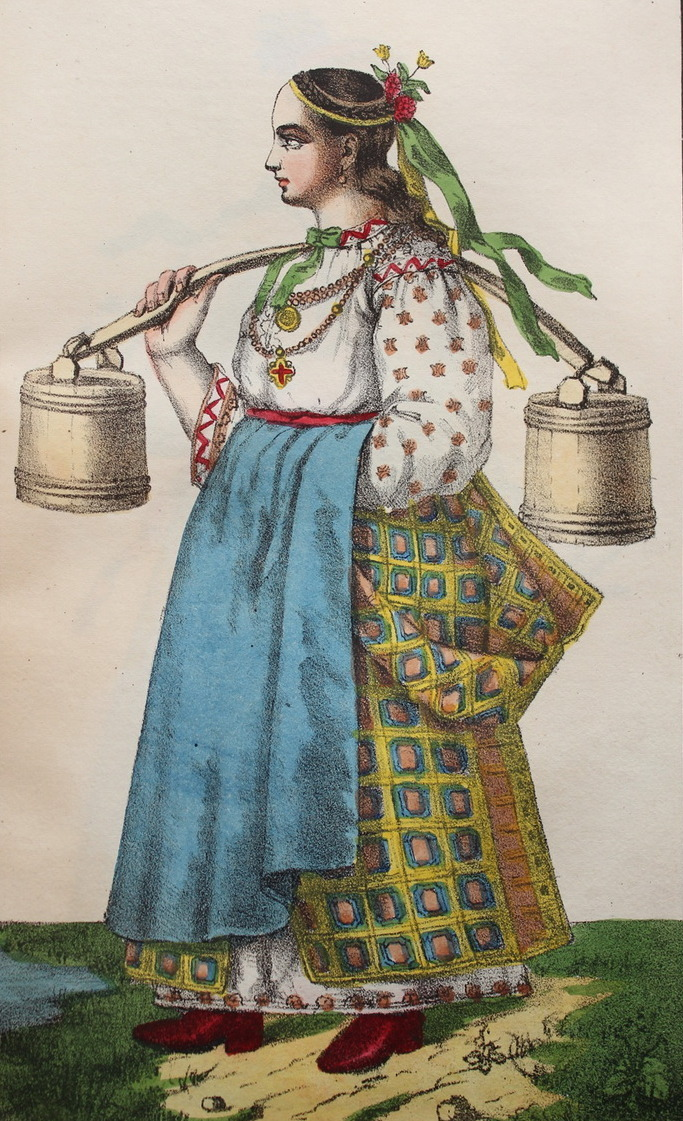
Девушка-селянка.
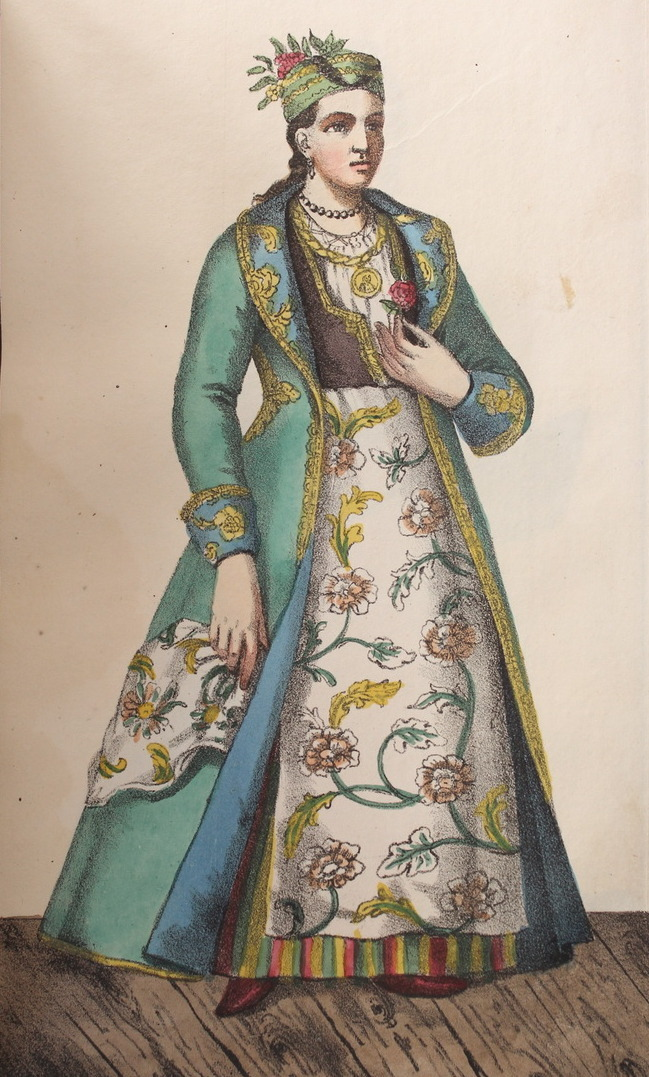
Девушка-шляхтянка.
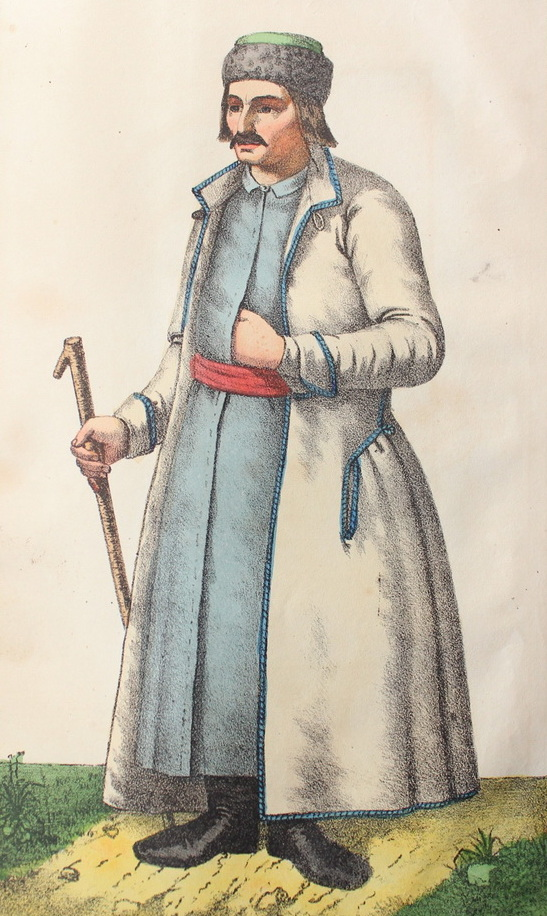
Казак-подпомощник.
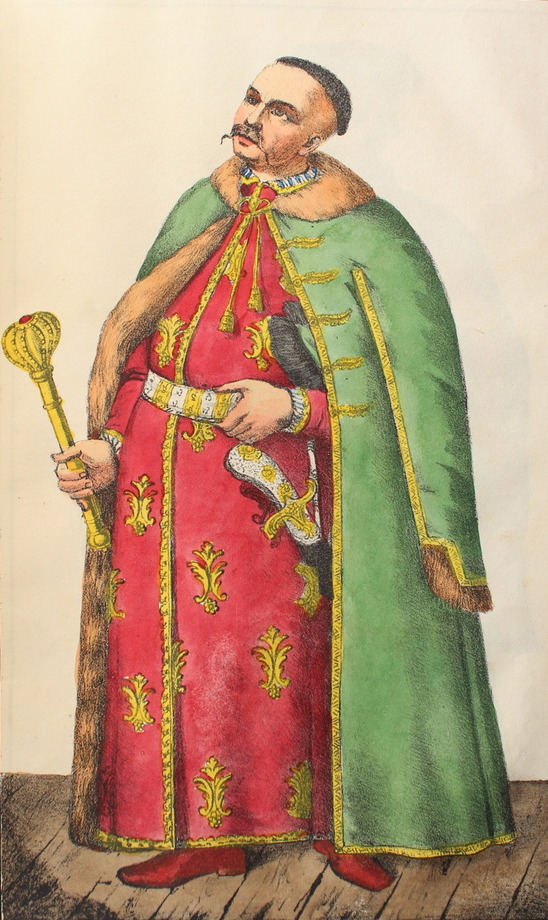
Полковник казацкий.
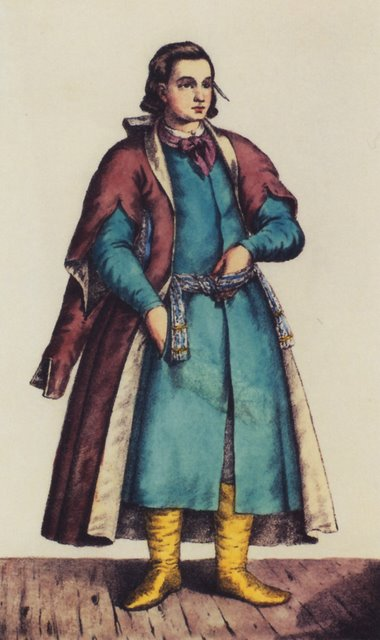
Писарь
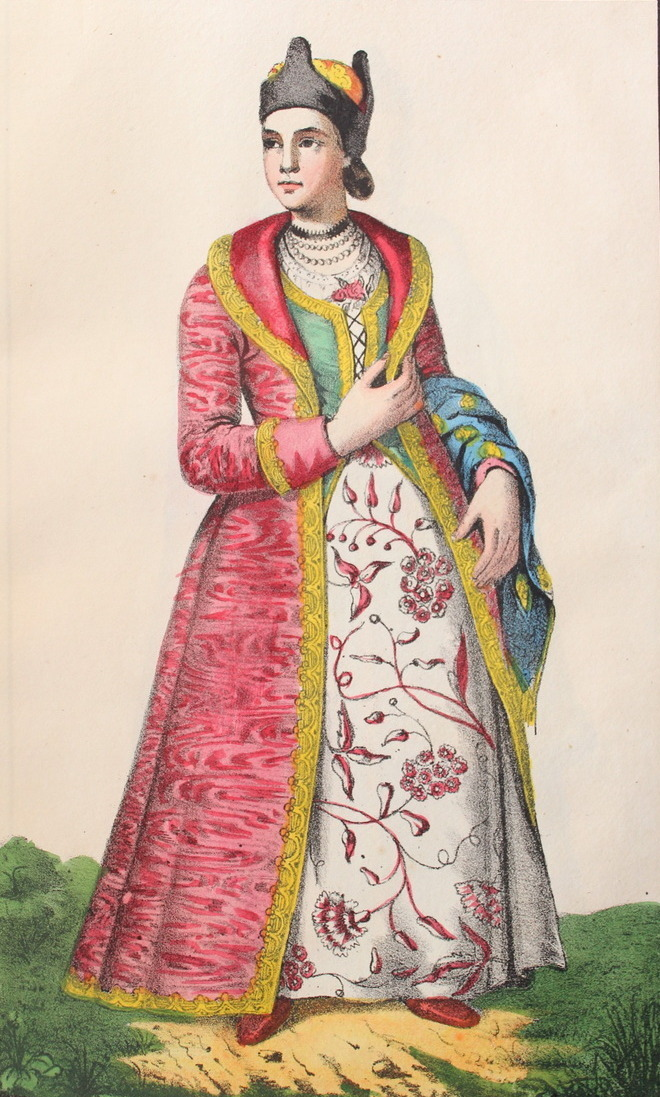
Шляхетная панна.
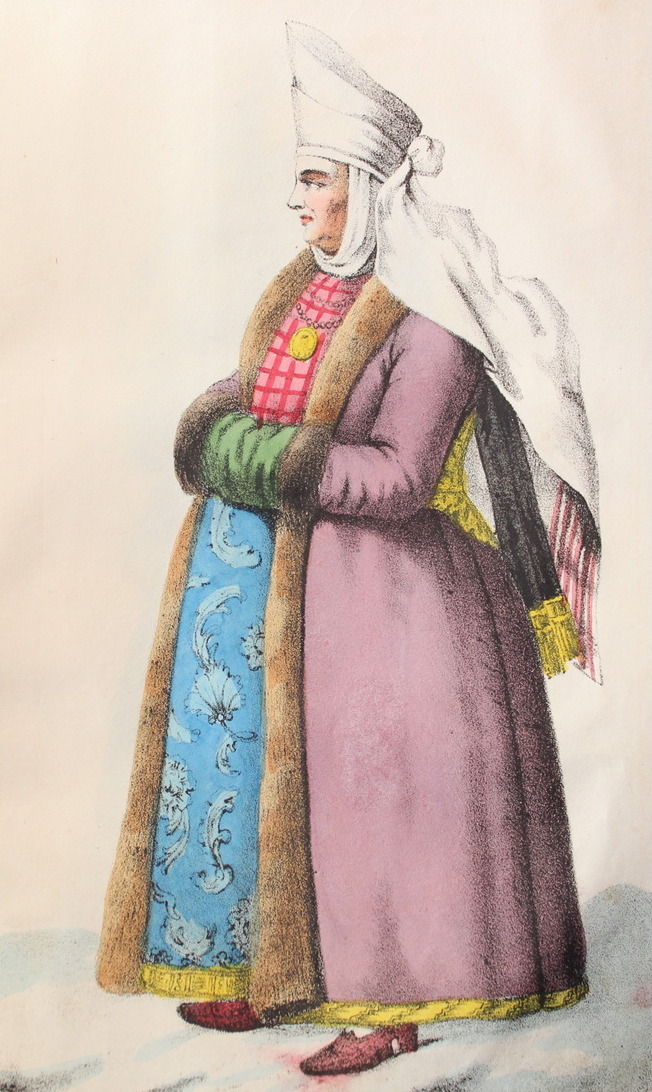
Шляхетная пани.
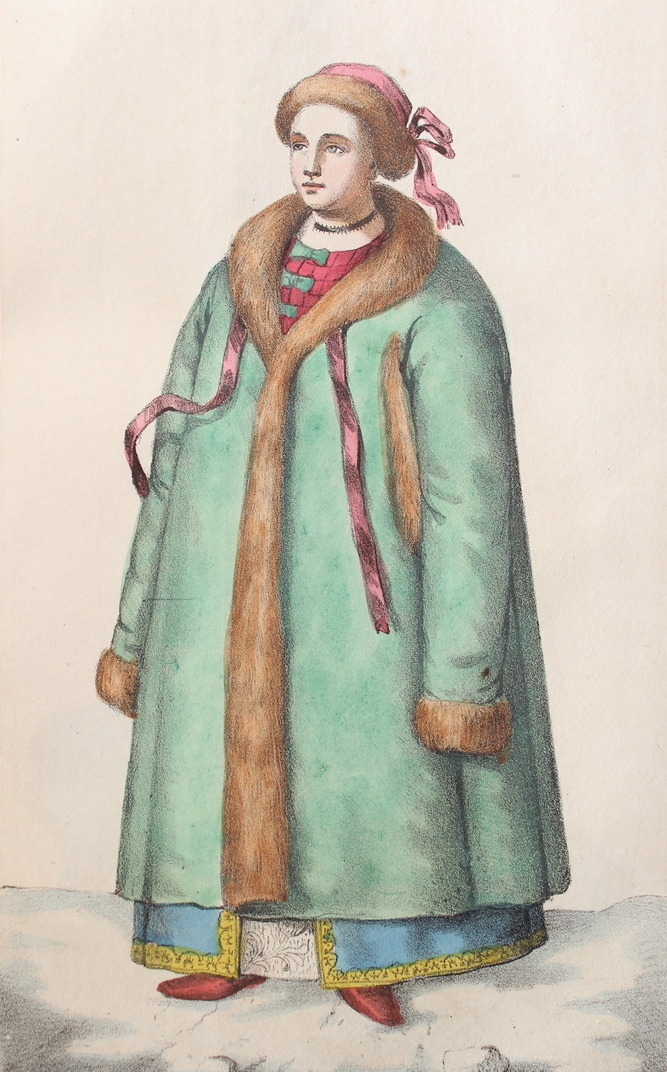
Шляхетная панночка.
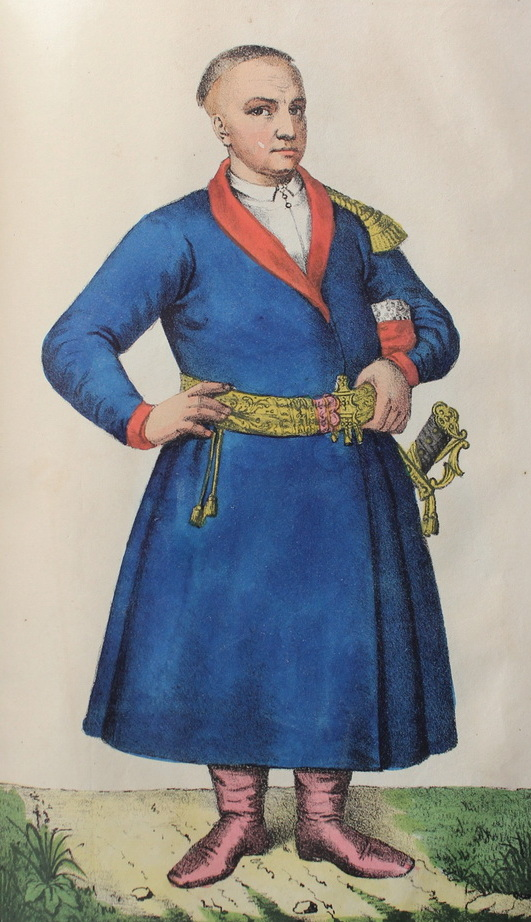
Сотник казацкий.
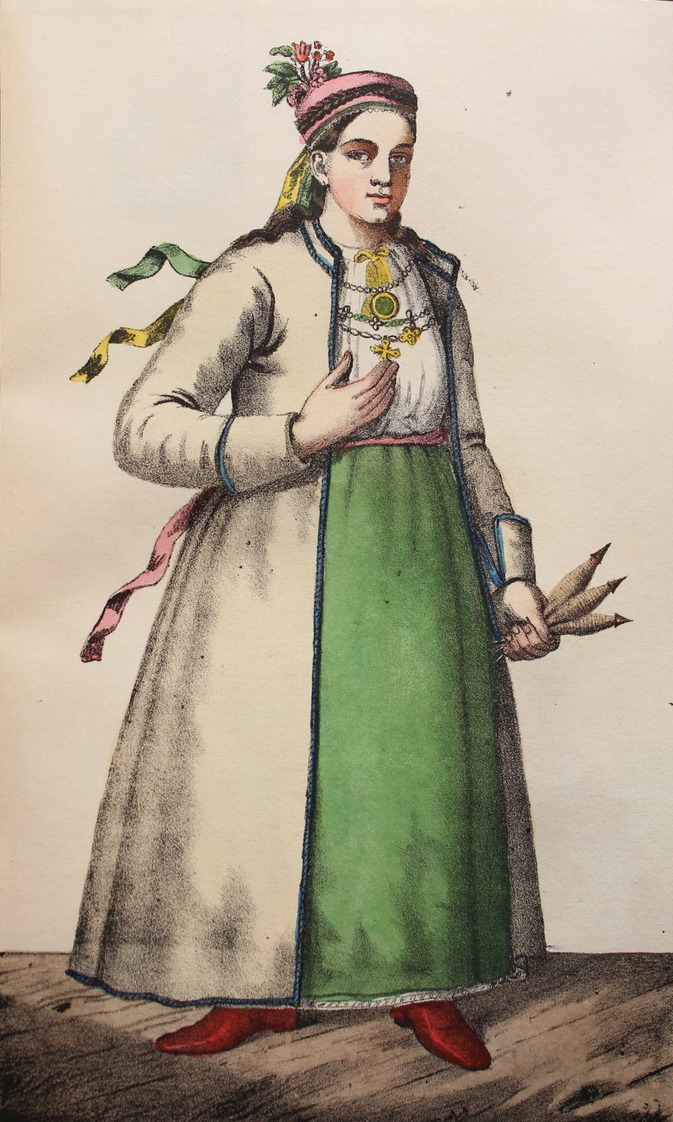
Девушка-селянка.
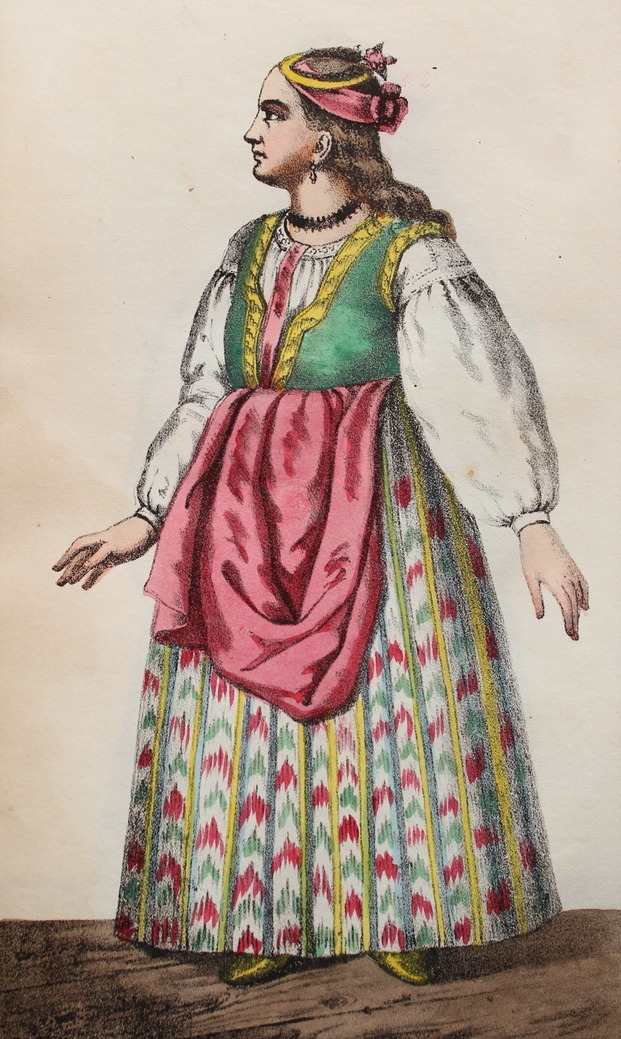
Девушка-мещанка.
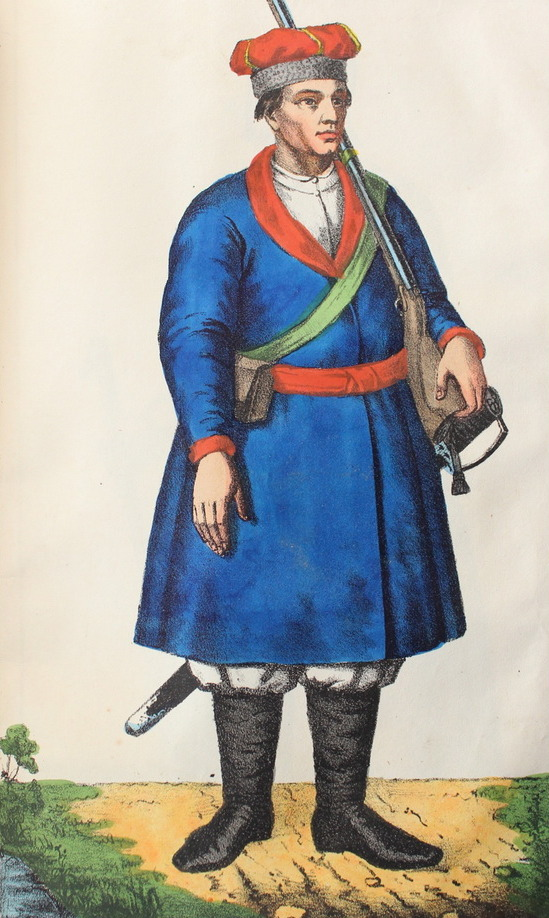
Реестровый казак.
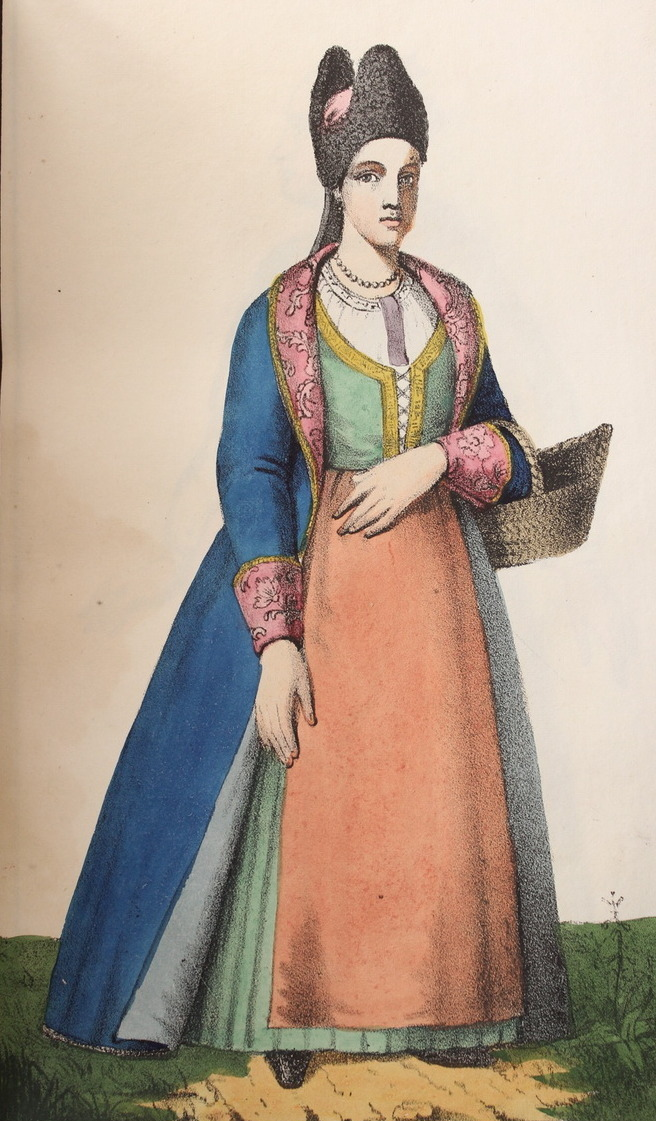
Мещанка.
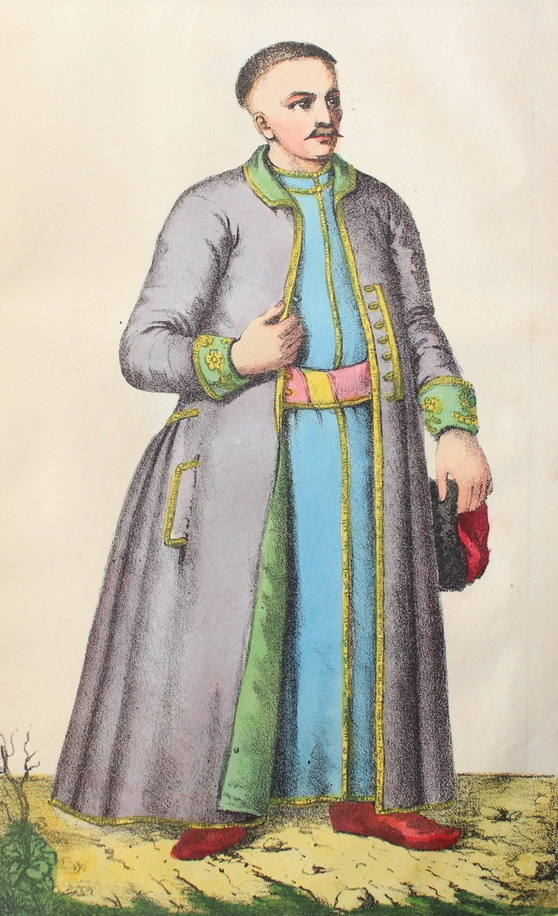
Мещанин.
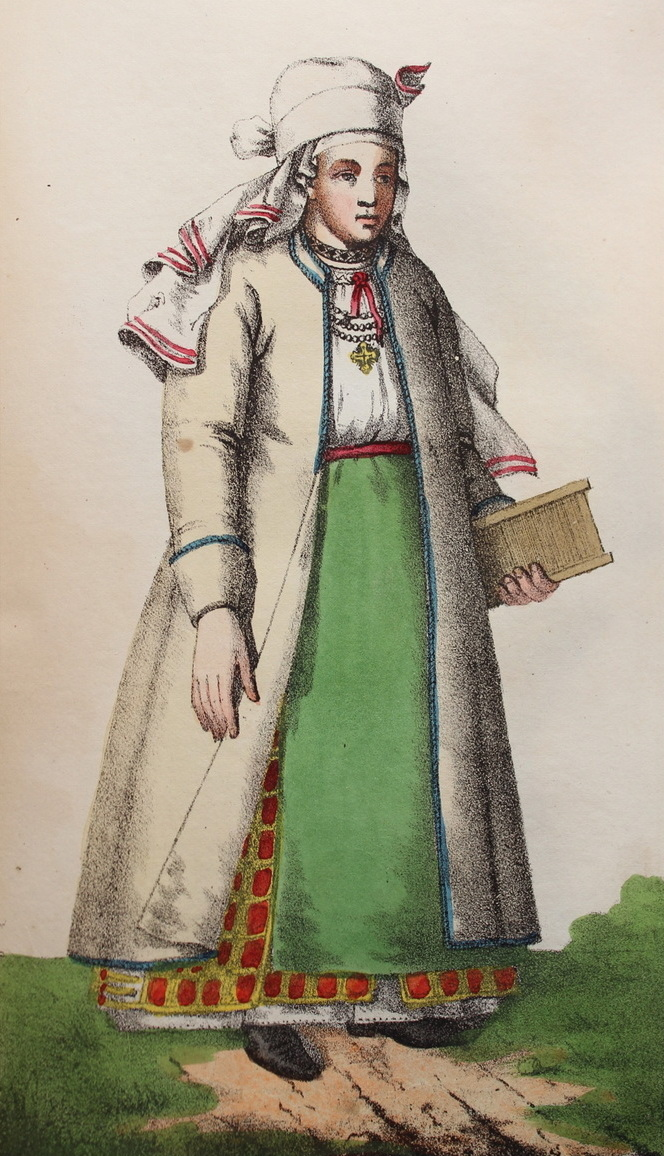
Селянка.
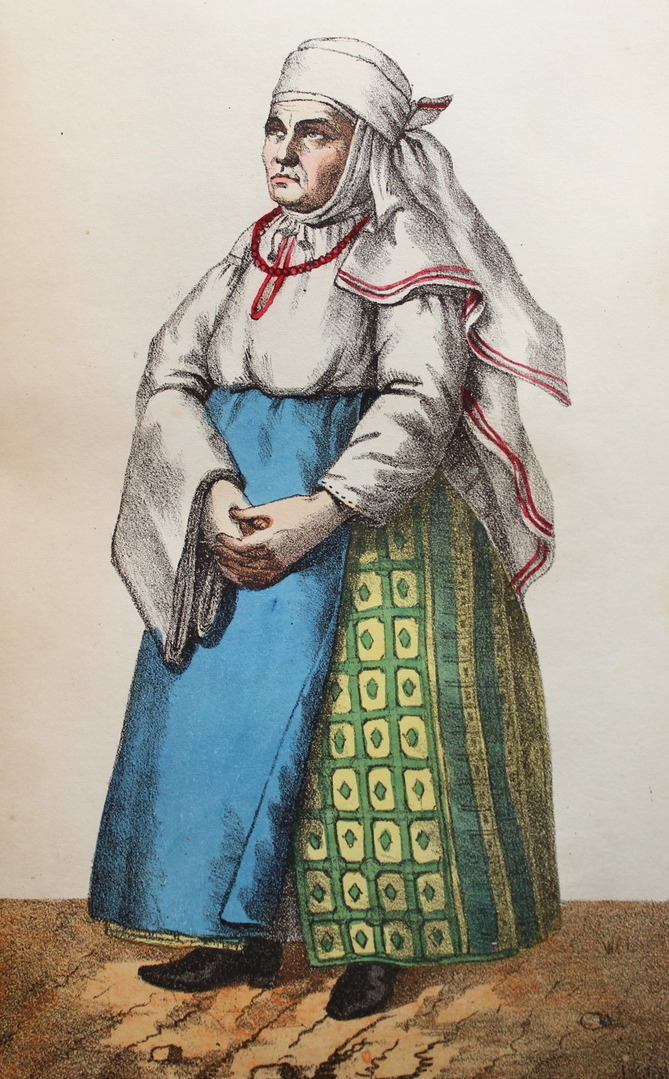
Селянка.
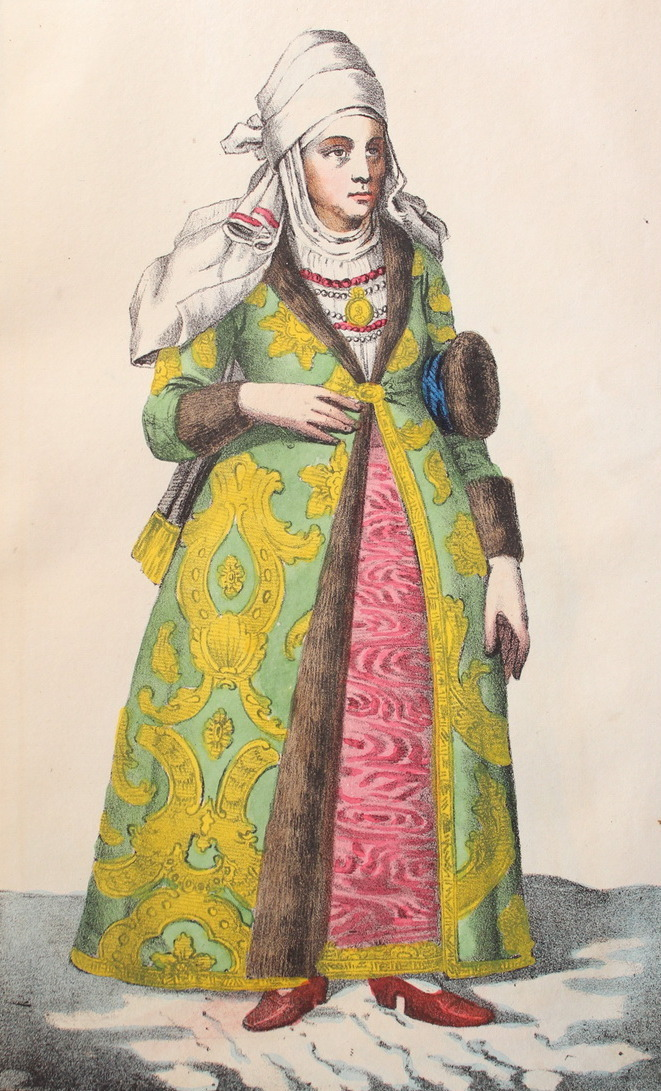
Знатная пани.
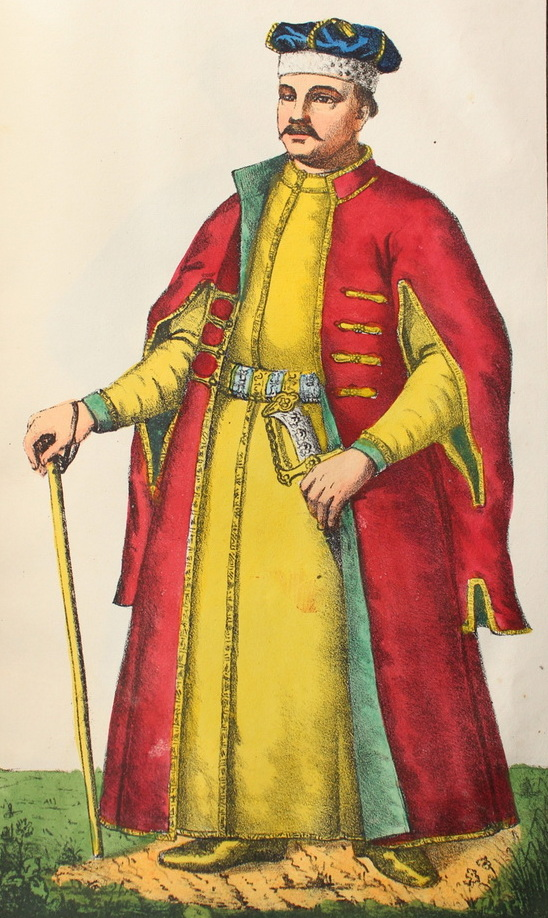
Значковый казак
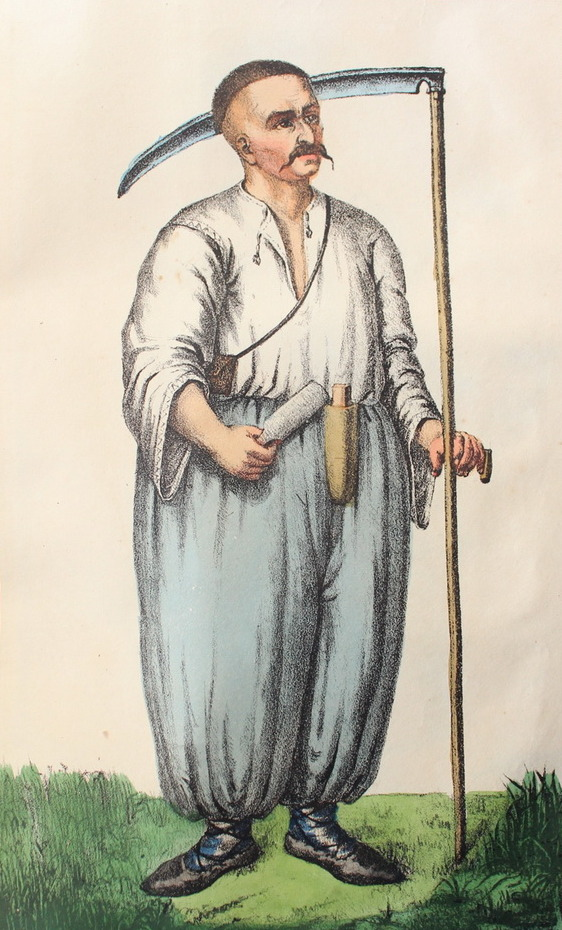
Селянин
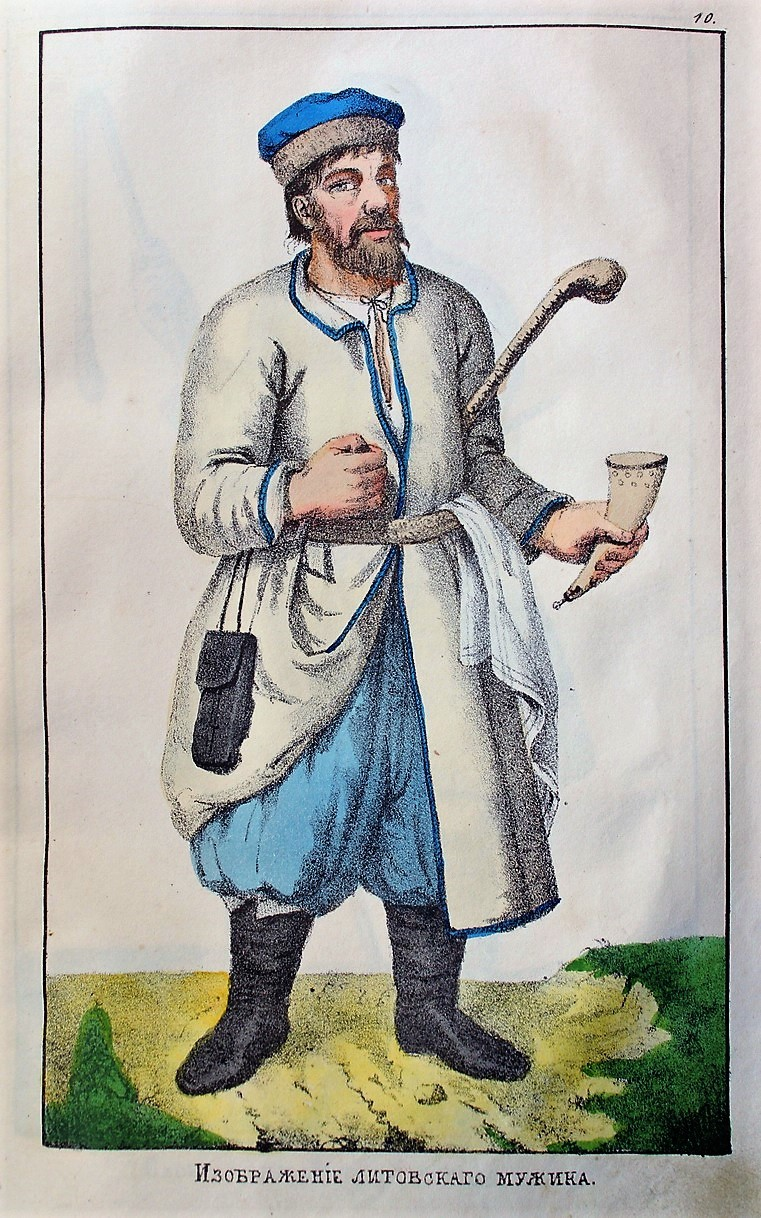
Литвин
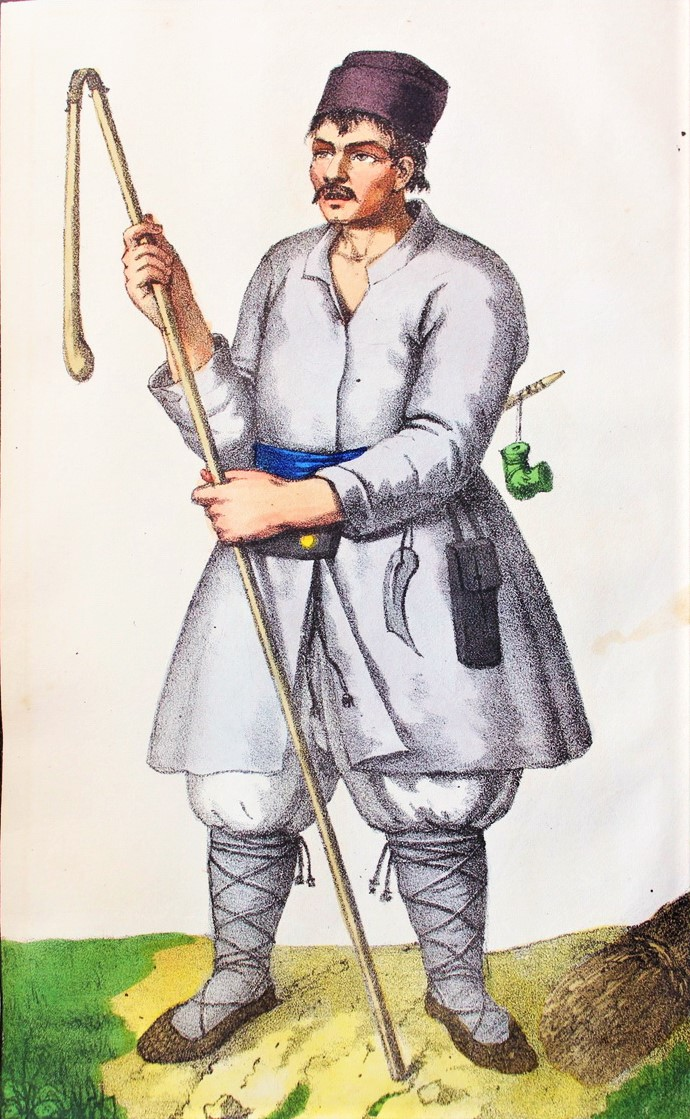
Литвин
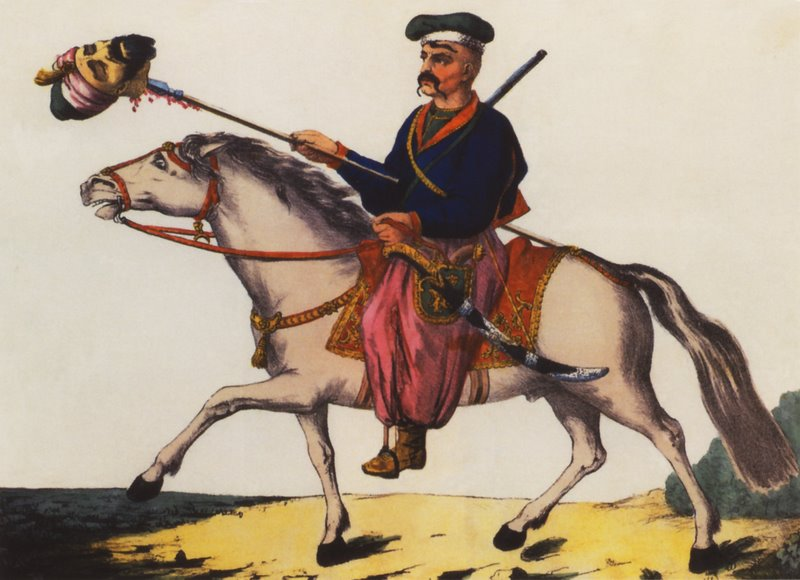
Казак-победитель
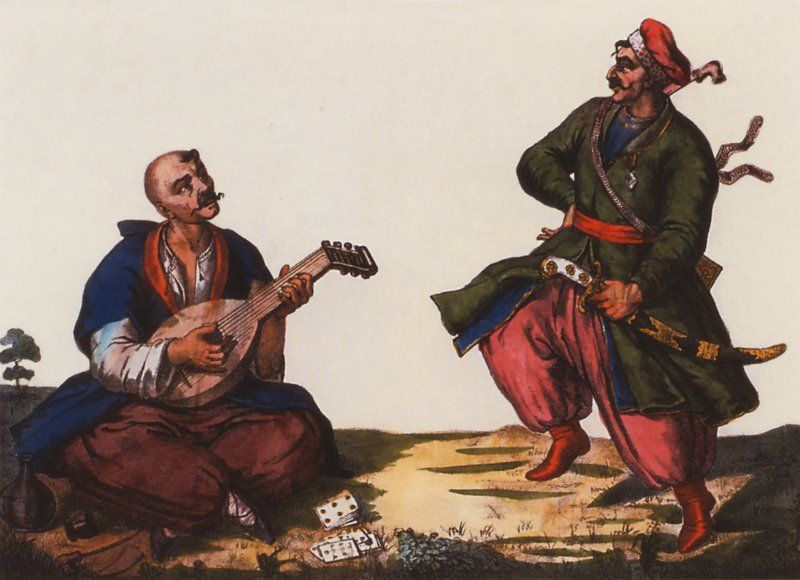
Казаки гуляют
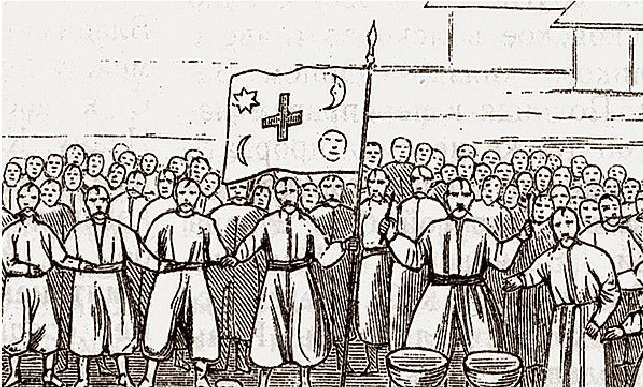
Запорожская казацкая рада